# The Real Housewives of Amsterdam
The Real Housewives of Amsterdam (RHOAMS) is een Nederlandse realityserie over het leven van zeven verschillende 'high society' huisvrouwen uit Amsterdam die wekelijks uitgezonden wordt op Videoland. Het eerste seizoen begon op 24 november 2022. De serie is de eerste Nederlandse spin-off, nadat er wereldwijd al verschillende series binnen de "The Real Housewives"-franchise zijn gemaakt. Het Real Housewives-format komt oorspronkelijk uit de Verenigde Staten, met de eerste versie in 2006 opgenomen in Orange County. Daarna volgden edities in onder andere New York, Atlanta en Beverly Hills. Maar ook andere landen maakten eigen versies van de show.

## Productie
Toen de realityserie Echte Gooische meisjes verscheen (2008), leek deze serie al op de Amerikaanse The Real Housewives-franchise. In 2020 werd een spin-off van deze serie op Videoland gelanceerd. De producent Concept Street kocht de lokale rechten van het echte merk, waarna twee jaar later dit ook door Videoland werd uitgezonden.

### Seizoen 1–3
De cast van het eerste Nederlandse seizoen werd in oktober 2022 bekendgemaakt in de media. De productie had zeven vrouwen in de hoofdrol geselecteerd. Magali Gorré, een van origine Nederlandse die in de Cheshire-variant van de serie zat, werd geen hoofdpersoon. Wel was zij meerdere keren te zien in het eerste seizoen als zogeheten "friend of the show". Ze raakte in conflict met meerdere hoofdpersonages, en maakte daardoor nog een comeback in de reünie-aflevering van het eerste seizoen. Deze aflevering werd gepresenteerd door presentator Carlo Boszhard.
Het eerste seizoen werd opgenomen tussen mei en augustus 2022, en de reünie-aflevering (die direct na de reguliere afleveringen werd uitgezonden) in december 2022. De opnames van het tweede seizoen begonnen eind april 2023 en dit seizoen zal uitgezonden worden in het najaar. Sheila Bergeik zal niet meer te zien zijn na seizoen 1 en Tamara Elbaz heeft haar 'vervangen'. Daarnaast verlieten nieuwkomers Merel Von Carlsburg en een nog niet genoemde nieuwe housewife al begin van de opnames de show. Zij werden niet als Elbaz uiteindelijk voorgesteld aan de pers. In juni 2023 worden het tweede seizoen en de deelname van Elbaz officieel aangekondigd. Medio september 2023 waren de opnames van het tweede seizoen afgerond. Het tweede seizoen ging 26 oktober 2023 van start.
Door het succes van de Amsterdamse versie komt de producent in 2024 met een derde seizoen van de serie. Klibansky en Huizinga keren niet terug in het derde seizoen.
In maart 2024 werd bekendgemaakt dat Djamila Celina als "Friend of the show" te zien zal zijn in de eerste Duitse versie van de show, The Real Housewives of Munich.
Op 20 april 2024 begonnen de opnames van het derde seizoen. Tailor en Nguyen waren direct open over hun deelname het aan derde seizoen. In mei lieten Person en Elbaz weten dat zij ook weer deelnemen aan het derde seizoen. In juni werd bevestigd dat Melcherts na lang speculeren ook weer meedoet. Angela van den Brink en Deborah Luijendijk werden toegevoegd aan de cast. Op 1 augustus werd het derde seizoen en de komst van Van den Brink en Luijendijk officieel aangekondigd door RTL. Luijendijk zal na het derde seizoen meedoen aan The Real Housewives of Rotterdam. Op 19 september 2024 was de laatste draaidag van het derde seizoen. De laatste conffesions werden eind oktober opgenomen. Halverwege het seizoen verliet Melcherts de serie. Wel keerde ze de terug voor de reünie van het seizoen, maar hier gaf ze ook aan dat ze niet terugkomt voor het vierde seizoen.
Op 14 augustus 2024 werd bekend gemaakt dat Tailor en Elbaz een eigen show krijgen. In Tamara & Maria's Therapy Trip gaan Tailor en Elbaz met zes bekende Nederlanders verschillende therapieën uitproberen vanuit een villa op Ibiza.
Nog voordat het derde seizoen volledig was afgerond waren de gesprekken over het vierde seizoen. Acteur Najib Amhali liet hier weten dat z'n vrouw Niama Amhali na een gastoptreden in het derde seizoen zich zou voegen bij de cast van de serie.
Op 6 juni werd bekendt gemaakt dat Van den Brink niet terugkeert in het vierde seizoen. Van den Brink wil zich meer focussen op haar gezin.

### Seizoen 4
De opnames starten normaal ergens eind april of in mei. Na de reünie van seizoen 3 zijn er enkele conflicten ontstaan tussen enkele vrouwen waardoor de opnames op losse schroeven stond. Op 13 juni 2025 vond er een test-opname plaats waarbij alleen Nguyen, Melcherts en Amhali aanwezig waren met vier potentiële nieuwe vrouwen; Renée Vervoorn, Floor Coster, Lilian Dziedzic en Elvira. Op 16 juni 2025 meldde RTL in een persbericht dat naast Van den Brink ook Tailor, Elbaz én Luijendijk niet terugkeren in het vierde nieuw seizoen en dat dit deze keuze was van de productie. Op 29 juni 2025 begonnen de opnames van het vierde seizoen. 

## Format
De serie focust zich op de levens van zeven upper-class vrouwen wonend in en om Amsterdam. De serie laat hun eigen individuele levens zien, zowel op persoonlijk als op professioneel vlak, maar ook de sociale interacties onderling. Afleveringen werken als hoogtepunt vaak toe naar een zogeheten "tent-pole" activiteit, waar alle hoofdpersonages bij aanwezig zijn. Dit is meestal een verjaardag of een groepsdiner. Daarnaast is een vast onderdeel van het format ook een "girls trip", een groepsreis naar het buitenland (Ibiza, seizoen 1; Mallorca, seizoen 2; Marokko, seizoen 3) waarop alle hoofdpersonages meegaan.
De franchise wordt beschreven als "docu-soap", ofwel een realityserie met invloeden uit het soap-genre. Er wordt in dit format geen gebruikgemaakt van een voice-over, de scènes worden aan elkaar verbonden door quotes van de hoofdpersonages zelf. Deze worden opgenomen in zogeheten "confessions", hier wordt vaker dieper ingegaan op wat de hoofdpersonages bedoelden met wat ze deden of zeiden. Daarnaast reageren ze hier ook op uitspraken en houdingen van elkaar en de overige karakters in de serie.
De serie sluit af met één reünie-aflevering, waarbij de hoofdpersonages weer samenkomen en de gebeurtenissen van het seizoen en daarbuiten bespreken. In tegenstelling tot de overige afleveringen, heeft deze laatste aflevering een presentator.

## Cast

### Hoofdrol
- Maria Tailor (9 september 1983) is een modeontwerpster met een eigen modelabel. Was in 2011 al te zien in de realityserie Modemeisjes met een missie en in 2015 met Kerels met een kleintje. Tailor keert niet terug in het vierde seizoen.[15]
- Hella Huizinga (26 april 1983) is een exclusief eventplanner. Haar bedrijf organiseert events en bruiloften voor het hogere segment. Huizinga keerde niet terug in het derde seizoen.
- Cherry-Ann Person (12 november 1987) is een jurist en investeert samen met haar broer in panden. Naar verluidt zou zij met haar drie miljoen euro de vermogendste housewive zijn.[16] Person is getrouwd met Roland Kahn en hebben samen een dochter.
- Kimmylien Nguyen (20 november 1979) is de oprichtster van Universal Nails met zeven vestigingen in Amsterdam en omstreken. Daarnaast runt ze samen met haar man een hotpot-restaurant en is ze een (bonus)moeder van vijf kinderen.
- Sheila Bergeik (25 mei 1973) is oprichtster van Cupping Aesthetics, een behandel- en opleidingsinstituut op het gebied van Chinese cupping, en is samen met Erwin Kettman met wie drie kinderen heeft. Bergeik keerde niet terug in het tweede seizoen.
- Susanna Klibansky (23 september 1984) is de schoonzus van Joseph Klibansky, voor wie ze ook werkt als sales director. Klibansky keerde niet terug in het derde seizoen.
- Djamila Celina (26 december 1985) is een influencer, dj en zangeres, en nam deel aan verschillende programma's op tv. [11] [12]
- Tamara Elbaz (15 maart 1982) was eigenaar van het mode- en pr-bureau Silk Productions en het modelabel Tailor & Elbaz. Zij deed net als Tailor eerder mee met Modemeisjes met een missie. Elbaz voegde zich vanaf het tweede seizoen bij de show en verliet de show na seizoen drie.[15]
- Angela van den Brink (21 november 1986) is ondernemer en kunstenares, ze maakt epoxy-art. Is getrouwd en heeft met haar man vier kinderen. Van den Brink deed mee in het derde seizoen, nadat ze in de eerste twee seizoenen al stilletjes voorbij kwam. Van den Brink keert niet terug in het vierde seizoen.[14][15]
- Deborah Luijendijk (30 september 1986) is eigenaar van haar eigen webwinkel. Van orgine een Rotterdamse maar voor haar vriend met wie ze sinds 2023 een zoon heeft naar Amsterdam verhuisd. Luijendijk deed alleen mee in het derde seizoen.[15]
- Niama Amhali (18 april 1978) is een zelfstandig onderneemster met een eigen kapsalon. Amhali is getrouwd met Najib Amhali en hebben samen twee kinderen. Na een gastoptreden in het derde seizoen voegde Amhali zich bij de cast vanaf het vierde seizoen.
- Floor Coster (12 juli)
- Lilian Dziedzic
- Renée Vervoorn (19 december 1975)
- Elvira Penthesilea

### Friend
Buiten de zeven hoofdrollen kent de franchise ook de zogeheten "Friend of the Housewives". Dit zijn vrouwen die vaker terugkomen in de serie en net als de hoofdrollen ook een of meerdere confessions opnemen. Voor The Real Housewives of Amsterdam was Magali Gorré tot nu toe de enige friend tijdens de show. 
- Magali Gorré (6 juni 1972) is een van de originele housewives uit The Real Housewives of Cheshire, maar daar stopte ze na twee seizoenen. Is getrouwd met Dean Gorré en hebben samen drie zoons.

Overzicht
| Castleden                   | Seizoenen | Seizoenen | Seizoenen | Seizoenen |
| Castleden                   | 1         | 2         | 3         | 4         |
| --------------------------- | --------- | --------- | --------- | --------- |
| Maria Tailor                | Hoofdrol  | Hoofdrol  | Hoofdrol  |           |
| Hella Huizinga              | Hoofdrol  | Hoofdrol  |           |           |
| Cherry-Ann Person           | Hoofdrol  | Hoofdrol  | Hoofdrol  | Hoofdrol  |
| Kimmylien Nguyen            | Hoofdrol  | Hoofdrol  | Hoofdrol  | Hoofdrol  |
| Sheila Bergeik              | Hoofdrol  |           |           |           |
| Susanna Klibansky           | Hoofdrol  | Hoofdrol  |           |           |
| Djamila Celina Melcherts    | Hoofdrol  | Hoofdrol  | Hoofdrol  | Hoofdrol  |
| Tamara Elbaz                |           | Hoofdrol  | Hoofdrol  |           |
| Angela van den Brink        | gast      | gast      | Hoofdrol  |           |
| Deborah Luijendijk          |           |           | Hoofdrol  |           |
| Niama Amhali                |           |           | gast      | Hoofdrol  |
| Floor Coster                |           |           |           | Hoofdrol  |
| Lilian Dziedzic             |           |           |           | Hoofdrol  |
| Renée Vervoorn              |           |           |           | Hoofdrol  |
| Elvira Penthesilea          |           |           |           | Hoofdrol  |
| 'Friends' van de housewives |           |           |           |           |
| Magali Gorré                | Friend    | gast      |           |           |

## Seizoensoverzicht
| Seizoen | Dag       | Aantal afleveringen | Start seizoen    | Einde seizoen    |
| Seizoen | Dag       | Aantal afleveringen | Datum            | Datum            |
| ------- | --------- | ------------------- | ---------------- | ---------------- |
| 1       | Donderdag | 9                   | 24 november 2022 | 12 januari 2023  |
| 2       | Donderdag | 13                  | 26 oktober 2023  | 11 januari 2024  |
| 3       | Donderdag | 13                  | 28 november 2024 | 13 februari 2025 |

## Ontvangst
Tijdens de eerste editie van Dutch Reality Awards was The Real Housewives of Amsterdam genomineerd voor twee van de vijf categorieën. In de editie van 2024 stond de show op de shortlist voor Beste Reality Show, maar werd uiteindelijk niet genomineerd.
| Jaar | Prijs gevende        | Prijs              | Housewive                             | Resultaat   |
| ---- | -------------------- | ------------------ | ------------------------------------- | ----------- |
| 2023 | Dutch Reality Awards | Reality Queen      | Djamila Celina Melcherts              | Genomineerd |
| 2023 | Dutch Reality Awards | Reality hoogtepunt | "Zip je dikke lip"; Cherry-Ann Person | Genomineerd |